# انتخابات برلمان إقليم كردستان العراق 2024
عُقِدت الانتخابات البرلمانية لإقليم كردستان العراق لعام 2024 في 20 أكتوبر 2024. حيث تم التنافس على كامل مقاعد برلمان إقليم كردستان العراق. وفي 21 أكتوبر 2024 اعلنت المفوضية العليا المستقلة للانتخابات في العراق النتائج الاولية من بغداد.

## خلفية
من المقرر إجراء الانتخابات البرلمانية لعام 2024 بعد تأخير دام عامين. في فبراير 2024، أصدرت المحكمة العليا في العراق حكمًا بإلغاء وتعديل عدد من مواد قانون انتخابات إقليم كردستان (القانون رقم 1 لسنة 1992). وأبرز ما تضمنه الحكم هو تفكيك المقاعد الـ 11 المخصصة للأقليات، وتقليص المقاعد البرلمانية من 111 إلى 100، وتعيين المفوضية العليا المستقلة للانتخابات في العراق للإشراف على الانتخابات بدلاً من مفوضية الانتخابات في إقليم كردستان، فضلاً عن إعادة تعريف النظام الانتخابي في المنطقة. أمرت فرع الانتخابات في المجلس القضائي الأعلى العراقي المفوضية العليا المستقلة للانتخابات بعد ذلك بتخصيص خمسة من أصل 100 مقعد للأقليات؛  ثلاثة للمسيحيين (2 آشوري و1 أرمني) واثنان للتركمان. كما يجب أن تشكل النساء ما لا يقل عن 30٪ من الأعضاء المنتخبين.
وفيما يتعلق بتغييرات النظام الانتخابي فقد عدلت المحكمة الاتحادية العليا صيغة القانون بحيث يتم انتخاب الأعضاء بنظام القائمة النسبية المفتوحة باستخدام كوتا هير في أربع دوائر انتخابية تتوافق مع محافظات الإقليم الأربع، بدلاً من دائرة واحدة وهي :  دهوك، أربيل، حلبجة والسليمانية.

## المشاركة
يبلغ عدد الناخبين المؤهلين 2,899,578 ناخبًا. ويشارك في الانتخابات ما مجموعه تحالفان و13 حزبًا و124 مرشحًا مستقلًا.

## التصويت الخاص
في يوم 18 أكتوبر، جرت جولة تصويت خاص مبكر لأعضاء وزارتي البيشمركة والأسايش. وشارك في التصويت 215,560 ناخبًا مؤهلاً وأدلي 208,521 صوتًا (97٪).
| الحزب                           | الحزب                                 | الأصوات | %      |
| ------------------------------- | ------------------------------------- | ------- | ------ |
|                                 | الحزب الديمقراطي الكردستاني           | 64٬597  | 48.28  |
|                                 | الاتحاد الوطني الكردستاني             | 40٬332  | 30.15  |
|                                 | حراك الجيل الجديد                     | 9٬034   | 6.75   |
|                                 | الاتحاد الإسلامي الكردستاني           | 2٬383   | 1.78   |
|                                 | حركة الموقف الوطني                    | 2٬047   | 1.53   |
|                                 | جماعة العدل                           | 1٬999   | 1.49   |
|                                 | الحبهة الشعبية                        | 1٬875   | 1.40   |
|                                 | حركة بابليون                          | 844     | 0.63   |
|                                 | الحزب الاشتراكي الديمقراطي الكردستاني | 719     | 0.54   |
|                                 | حركة التغيير الكردية                  | 451     | 0.34   |
|                                 | مستقلون                               | 9٬510   | 7.11   |
| المجموع                         | المجموع                               | 133٬791 | 100.00 |
|                                 |                                       |         |        |
| الأصوات الصحيحة                 | الأصوات الصحيحة                       | 133٬791 | 83.39  |
| الأصوات الباطلة والفارغة        | الأصوات الباطلة والفارغة              | 26٬646  | 16.61  |
| مجموع الأصوات                   | مجموع الأصوات                         | 160٬437 | 100.00 |
| الناخبين المسجلين ومعدل الإقبال | الناخبين المسجلين ومعدل الإقبال       | 215٬560 | 74.43  |
| المصدر: Rûdaw                   |                                       |         |        |

## النتائج النهائية
| الحزب                                                 | الحزب                                | الأصوات   | %      | +/–    | المقاعد | +/–  |
| ----------------------------------------------------- | ------------------------------------ | --------- | ------ | ------ | ------- | ---- |
|                                                       | الحزب الديمقراطي الكردستاني          | 809٬197   | 43.15  | ▼0.95  | 39      | ▼ 6  |
|                                                       | الاتحاد الوطني الكردستاني            | 408٬141   | 21.77  | ▲1.27  | 23      | ▲2   |
|                                                       | حراك الجيل الجديد                    | 290٬991   | 15.52  | ▲7.32  | 15      | ▲7   |
|                                                       | الاتحاد الإسلامي الكردستاني          | 116٬981   | 6.24   | ▲1.14  | 7       | ▲2   |
|                                                       | جماعة العدل الكردستانية              | 64٬710    | 3.45   | ▼3.55  | 3       | ▼4   |
|                                                       | حركة الموقف الوطني                   | 55٬775    | 2.97   | جديد   | 4       | جديد |
|                                                       | جبهة الشعب                           | 33٬365    | 1.78   | جديد   | 2       | جديد |
|                                                       | تحالف إقليم كردستان                  | 13٬199    | 0.70   | ▼0.8   | 1       | ▼1   |
|                                                       | حركة التغيير الكردية                 | 11٬621    | 0.62   | ▼11.38 | 1       | ▼11  |
|                                                       | حركة بابليون                         | 7٬399     | 0.39   | كوتا   | 1       | جديد |
|                                                       | حزب العمال والفلاحين الكردستاني      | 6٬163     | 0.33   | جديد   | 0       | –    |
|                                                       | حركة كردستان الإسلامية               | 5٬503     | 0.29   | جديد   | 0       | –    |
|                                                       | منى قهوجي (حزب الإصلاح التركماني)    | 3٬664     | 0.20   | كوتا   | 1       |      |
|                                                       | الحركة الإسلامية في كردستان العراق   | 1٬799     | 0.10   | جديد   | 0       | –    |
|                                                       | الجبهة التركمانية العراقية           | 1٬725     | 0.09   | جديد   | 0       | ▼1   |
|                                                       | التحالف من أجل الديمقراطية و العدالة | 1٬228     | 0.07   | جديد   | 0       | –    |
|                                                       | مستقلون                              | 43٬729    | 2.33   | –      | 3       | –    |
| المجموع                                               | المجموع                              | 1٬875٬190 | 100.00 | –      | 100     | –    |
|                                                       |                                      |           |        |        |         |      |
| الناخبين المسجلين ومعدل الإقبال                       | الناخبين المسجلين ومعدل الإقبال      | 2٬899٬578 | 72%    |        |         |      |
| المصدر: Kurdistan24 (1, 2) Shafaq, Reuters Rûdaw IHEC |                                      |           |        |        |         |      |